# Peter Neusser
Peter Neusser, né le 30 juin 1932 à Vienne et mort le 17 janvier 2010 à Berlin, est un acteur autrichien.

## Carrière
Neusser suit une formation au Max Reinhardt Seminar. Il fait ses débuts au cinéma en 1956 dans Kaiserjäger.
De 1986 à 2003, il joue le rôle du commissaire Rolf Bogner dans la série Großstadtrevier.
Dans les années 1980 et 1990, Neusser est également acteur de synchronisation. Il prête sa voix notamment à James Arness dans la série western Gunsmoke et à Greg Morris dans la série policière Vegas.
Neusser meurt après une longue et grave maladie en janvier 2010. Il laisse quatre enfants et vivait dernièrement à Berlin. Il est enterré au cimetière boisé de Berlin-Zehlendorf.

## Filmographie
Cinéma
- 1956 : Kaiserjäger
- 1957 : Die Lindenwirtin vom Donaustrand
- 1957 : Sissi face à son destin
- 1959 : Maria Stuart
- 1960 : Division Brandenburg
- 1961 : Les Révoltés du bagne
- 1961 : La Loi de la guerre
- 1961 : Un homme dans l'ombre
- 1964 : Le Ranch de la vengeance
- 1966 : Paris brûle-t-il ?
- 1971 : La Morte de la Tamise
- 1975 : Parapsycho – Spektrum der Angst
- 1976 : Tod eines Fremden
- 1989 : African Timber

Téléfilms
- 1957 : Maria Stuart
- 1960 : Die liebe Familie
- 1961 : Urfaust
- 1963 : Drei Einakter
- 1964 : Professor Bernhardi
- 1967 : Der Weiberfeind
- 1967 : Willst Du nicht das Lämmlein hüten?
- 1967 : Josephine
- 1968 : Spaghetti
- 1968 : Weekend
- 1968 : Reiterattacke
- 1969 : Das schönste Fest der Welt
- 1970 : Der Feldherrnhügel
- 1970 : Alpha 2001
- 1970 : Tournee
- 1970 : Gestrickte Spuren
- 1971 : Les aventures du capitaine Luckner
- 1981 : Berlin Tunnel 21
- 1989 : Ich melde einen Selbstmord

Séries télévisées
- 1963 : Die fünfte Kolonne, épisode Null Uhr Hauptbahnhof
- 1966 : Kommissar Freytag, épisode Schmutzige Dollars
- 1966 : Hafenpolizei, épisode Die neue Spur
- 1966 : Intercontinental Express, épisode Anschluß in Karlsruhe
- 1967 : Das Kriminalmuseum, épisode Das Kabel
- 1967 : Cliff Dexter, épisode Einer riskiert seinen Kopf
- 1968 : Babeck, épisodes Tödliche Geschäfte et Das Geheimnis der Calasetta
- 1969 : Der Staudamm, épisodes Lawinengefahr et Das Duell
- 1969 : Der Kommissar, épisode Die Waggonspringer
- 1969 : Oberinspektor Marek, épisode Einfacher Doppelmord
- 1969 : Kathi - Der Stationsweg einer österreichischen Passion
- 1970 : Les Cavaliers de la route, épisode Oranges à la marijuana
- 1971 : Der Kurier der Kaiserin, épisode Staatsstreich
- 1971 : Wenn der Vater mit dem Sohne, 8 épisodes
- 1973 : Tatort : Kressin und die zwei Damen aus Jade
- 1977 : Inspecteur Derrick, épisode La Mort de l'usurier
- 1978 : Ein echter Wiener geht nicht unter, épisode Der Unfall
- 1978 : Die schöne Marianne, épisode Finkel will sterben
- 1981 : Der Fuchs von Övelgönne, épisode Lotse im Nebel
- 1981 : St. Pauli-Landungsbrücken (de), épisode Vor Anker gehen
- 1981 : Kommissariat IX, épisode Ein Köder aus viel Phantasie
- 1984 : Le Renard, épisode Aveux parfaits
- 1985 : Bas-Boris Bode - Der Junge, den es zweimal gab , 3e épisode
- 1985 : Es muß nicht immer Mord sein, épisode Nachbarschaftshilfe
- 1986-2003 : Großstadtrevier : 203 épisodes
- 1986 : Berliner Weiße mit Schuß, épisode Der Leihvater/Was kostet das Hündchen?/Bargeflüster/Der Aussteiger/Der Champion
- 1986 : Detektivbüro Roth, épisodes Alles in Gips et Tod eines Vertreters
- 1986 : Un cas pour deux, épisode Une haine aveugle
- 1987 : Le Renard, épisode Meurtre certifié
- 1988 : Inspecteur Derrick, épisode Aventure au Pirée
- 1988 : Le Renard, épisode Une mort tout à fait banale
- 1989 : Inspecteur Derrick, épisode Mozart et la mort
- 1989 : Un cas pour deux, épisode Remords
- 1990 : Inspecteur Derrick, épisode La descente en enfer
- 1992 : Der Millionenerbe, épisode Unter der Haube
- 1993 : Wolff, police criminelle, épisode Der Tod einer Krankenschwester
- 1995 : L'As des privés (it), épisode Über Tote soll man nicht schlecht reden